# Gesetz 231/1948
Das Gesetz zum Schutz der volksdemokratischen Republik (tschechisch: Zákon na ochranu lidově demokratické republiky), bekannt unter der Bezeichnung aus der Gesetzessammlung Gesetz 231/1948 (tschechisch: Zákon 231/1948 Sb.), wurde in der Tschechoslowakei besonders in den 1950er Jahren für die Verurteilung aus politischen Gründen angewendet.
Das Gesetz gab den Namen dem 1968 gegründeten Klub der ehemaligen politischen Häftlinge K 231.

## Hintergrund und Geschichte
Das Gesetz 231/1948 spielte eine wesentliche Rolle beim Aufbau des totalitären Regimes und bei der Liquidierung der bürgerlichen Gesellschaft in der Tschechoslowakei. Nach dem Februarumsturz von 1948 hatte sich die kommunistische Justiz zuerst älterer Gesetze bedient, wie beispielsweise des modifizierten, ähnlich benannten Gesetzes 50/1923 (Gesetz zum Schutz der Republik, tschechisch Zákon na ochranu republiky). Sie wurden jedoch bald durch neue ersetzt – am 6. Oktober 1948 wurde das Gesetz 231/1948 erlassen, am 12. Juli 1950 folgte das neue Strafgesetzbuch im Gesetz 86/1950 usw.
Das Gesetz wurde rigoros gegen politisch Andersdenkende besonders in den Schauprozessen der 1950er Jahre angewendet, aber auch in den späteren Phasen (1960er Jahre, nach der Niederschlagung des Prager Frühlings, dann während der Zeit der sogenannten Normalisierung). Einige der im Gesetz behandelten Vergehen konnten mit der Todesstrafe geahndet werden. Zwischen der kommunistischen Machtübernahme am 25. Februar 1948 und dem 6. Juli 1962 wurden insgesamt 248 Personen wegen politischer Vergehen hingerichtet – bei den meisten wurde das Gesetz 231/1948 angewendet. Die meisten Hinrichtungen fanden gleich nach 1948 in der Periode der Konstituierung des Regimes statt: in der Ära Klement Gottwald (Präsident 1948–1953) wurden 189 Personen hingerichtet, danach sank ihre Zahl: unter Antonín Zápotocký (Präsident 1953–1957) waren es 47 Personen und unter Antonín Novotný (Präsident 1957–1968) dann 12 Personen.
Die Anzahl der Verurteilten war unvergleichlich höher. Bei der Amnestie von 1960 wurden 5601 politische Häftlinge aus der Haft entlassen, im Mai 1962 weitere 2520 Personen, dennoch blieben noch 2985 politische Häftlinge inhaftiert. Nach Angaben des Instituts für das Studium totalitärer Regime wurden in den Jahren 1948–1954 nach den Gesetzen 231/1948 und 86/1950 rund 45.000 Bürger verurteilt. Nach einer Dokumentation des Instituts für das Studium totalitärer Regime ÚSTR wurden in der Atmosphäre der Schauprozesse der 1950er Jahre die Gesetze willkürlich und ohne Beweise bei Bedarf angewendet. Das macht die Aufarbeitung und Klassifizierung der Verurteilten und Hingerichteten schwierig.

## Gegenstand des Gesetzes
Das „Gesetz zum Schutz der volksdemokratischen Republik“ gilt als Rundumschlag auf dem Gebiet möglicher Straftaten, in die abweichende, kritische Bürger, die mit der Einrichtung einer totalitären Diktatur nicht einverstanden waren, verwickelt werden konnten. Die Paragraphen waren willkürlich auslegbar; die Straftaten wurden in den meisten Fällen so konstruiert, dass die entsprechenden Paragraphen angewendet werden konnten.
Im ersten Teil wurden Straftaten gegen den Staat behandelt:
- Hochverrat (§ 1), mit bis zur Todesstrafe sanktionierbar
- strafbar war es, sich gegen den Staat zu vereinigen, wobei die Gründung einer Organisation nicht die Voraussetzung war (§ 2)
- Aufstachelung (§ 3) und Verunglimpfung (§ 4) gegen die Volksrepublik mit Höchststrafen von bis zu fünf Jahren Gefängnis

Eine häufige Anwendung erlangte auch der Spionageparagraph (§ 5), insbesondere bei der Verurteilung der zahlreichen Angehörigen der tschechoslowakischen Streitkräfte im westlichen Ausland (wie insbesondere Angehörige der tschechoslowakischen Geschwader der Royal Air Force) im Zweiten Weltkrieg.
Mehrere Paragraphen behandelten verschiedene Strafbestände gegen die Verfassungsorgane (d. h. Mitglieder der Exekutive und Legislative), seien es Taten physischer Gewalt oder Aufruhr und Missbrauch deren Amtes (§§ 14 bis 22) sowie den Tatbestand der Ehrverletzung und Verunglimpfung des Staatspräsidenten (§§ 23 und 24); auffallend ist, dass im § 25 gleich danach der Bestand der Unterstützung des Faschismus folgte.
Dem häufig angewendeten Abteil über die Sabotage (§§ 36ff.) folgten die Paragraphen über den „ungesetzlichen Grenzübertritt“, gegen den Staat gerichtete Aktivitäten im Ausland sowie Verunglimpfung der Symbole und Repräsentanten eines verbündeten Staates (§§ 40 – 42).
Die Abschlussbestimmungen des Gesetzes enthalten vor allem die Regelung über die Beschlagnahme des gesamten Eigentums des Verurteilten einschließlich der Wohnung (§ 48), was für die Familienangehörigen nicht selten unüberwindbare existenzielle Folgen hatte; einschneidende Auswirkungen hatte auch das Berufsverbot (§ 51) wie auch der Verlust bürgerlicher Rechte (§ 52). In den Paragraphen 60ff. wurden die Strafbestände auch auf Periodika ausgeweitet, was zu deren Verbot führen konnte. Schließlich, weil einige Vergehen an das Geschehen in der Öffentlichkeit gebunden waren, wurde diese im § 64 definiert: eine Öffentlichkeit bestand aus „mehreren“ Personen, wobei „mehr“ mit zwei gleichgesetzt wurde.